# Struthio daberasensis
Struthio daberasensis je izumrla prapovijesna ptica neletačica iz roda nojeva, reda nojevki. Ovaj noj živio je u razdoblju između ranog i srednjeg pliocena. Njegovi fosili nađeni su u Namibiji. Zbog toga što postoje samo njegovi fosili, ne zna se puno o njemu. 